# Direction nationale des vérifications de situations fiscales
La direction nationale des vérifications de situations fiscales  (DNVSF) est un service à compétence nationale, rattaché au chef du service de la sécurité juridique et du contrôle fiscal au sein de la direction générale des Finances publiques.
Elle est spécialisée dans le contrôle fiscal des personnes physiques, dont les dossiers sont à fort enjeu.

## Missions
Les attributions de la DNVSF sont définies par l'arrêté du 24 juillet 2000 relatif à la direction nationale des vérifications de situations fiscales.
Sa mission principale est le contrôle fiscal externe des personnes physiques, le contrôle global corrélé des dossiers à fort enjeux et le traitement des dossiers de régularisation d'avoirs à l'étranger non déclarés.
Cette direction peut être appelée à :
- examiner des questions de principe soulevées par l'application de la législation fiscale aux personnes physiques ou morales dont la vérification lui incombe ;
- participer aux études menées par le service central en matière de lutte contre la fraude et l'évasion fiscales, notamment en ce qui concerne les méthodes de contrôle des revenus.

## Organisation
Pour assurer sa mission de contrôle fiscal, la DNVSF dispose : 
- de brigades de contrôle de revenus ;
- d'une brigade de programmation et d'appui tactique (BPRAT) qui apporte son concours aux vérificateurs en participant à la confection des programmes de vérification, à des recherches particulières ou à des contrôles matériels.